# Naraha Balkawa
Naraha Balkawa – gaun wikas samiti we wschodniej części Nepalu w strefie Sagarmatha w dystrykcie Siraha. Według nepalskiego spisu powszechnego z 2001 roku liczył on 708 gospodarstw domowych i 3968 mieszkańców (1928 kobiet i 2040 mężczyzn).